# 5. Wahlkreis der Franzosen im Ausland
Der 5. Wahlkreis der Franzosen im Ausland (französisch cinquième circonscription des Français établis hors de France) ist einer von elf Wahlkreisen, die jeweils einen Vertreter der im Ausland wohnenden Franzosen in die französische Nationalversammlung (assemblée nationale) wählen.
Bei den französischen Parlamentswahlen 2012 wählte dieser Wahlkreis seinen ersten Vertreter – Arnaud Leroy von der Sozialistischen Partei.
Die Wahl von Samantha Cazebonne von LREM im Jahr 2017 wurde vom Verfassungsrat (conseil constitutionnel) für ungültig erklärt. Cazebonne wurde bei der anschließenden Nachwahl gewählt.

## Gebiet
Dieser Wahlkreis erstreckt sich über vier Länder: Andorra, Monaco, Portugal und Spanien. Am Neujahrstag 2011 waren 116.196 französische Wähler in diesem Wahlkreis registriert. Der größte Teil davon, 89.391, lebte in Spanien, 15.049 in Portugal, 8.302 in Monaco (einem Kleinstaat, der nur an Frankreich grenzt) und 3.454 in Andorra (einem Kleinstaat zwischen Spanien und Frankreich, in dem der französische Staatspräsident von Amts wegen Kofürst ist).

## Abgeordnete
| Wahl | Abgeordneter                        | Abgeordneter                           | Partei                  |
| ---- | ----------------------------------- | -------------------------------------- | ----------------------- |
| 2012 |                                     | Arnaud Leroy                           | Parti socialiste        |
| 2017 |                                     | Samantha Cazebonne (von 2017 bis 2018) | La République en marche |
| 2017 | Die Wahl wurde für ungültig erklärt |                                        |                         |
| 2017 |                                     | Samantha Cazebonne (von 2018 bis 2021) | La République en marche |
| 2017 |                                     | Stéphane Vojetta (von 2021 vis 2022)   | La République en marche |
| 2022 |                                     | Stéphane Vojetta                       | La République en marche |
| 2024 |                                     | N/A                                    | N/A                     |

## Wahlergebnisse

### Parlamentswahl 2022
| Kandidaten               | Kandidaten                     | Parteien                                                                         | 1. Wahlgang | 1. Wahlgang | 2. Wahlgang | 2. Wahlgang |
| Kandidaten               | Kandidaten                     | Parteien                                                                         | Stimmen     | %           | Stimmen     | %           |
| ------------------------ | ------------------------------ | -------------------------------------------------------------------------------- | ----------- | ----------- | ----------- | ----------- |
|                          | Stéphane Vojettagewählt        | DVC – Unabh. (REM Dissident)                                                     | 6.942       | 27,9        | 14.836      | 57,3        |
|                          | Renaud Le Berre                | NUP – Nouvelle union populaire écologique et sociale (Europe Écologie Les Verts) | 6.123       | 24,6        | 11.073      | 42,7        |
|                          | Manuel Valls                   | ENS – Ensemble ! (La République en marche)                                       | 4.024       | 16,2        |             |             |
|                          | Nicolas Chamoux                | REC – Reconquête                                                                 | 1.931       | 7,8         |             |             |
|                          | Laurent Goater                 | LR – Les Républicains                                                            | 1.775       | 7,1         |             |             |
|                          | José Sánchez Pérez             | ECO –                                                                            | 1.085       | 4,4         |             |             |
|                          | Serge Bies                     | RN – Rassemblement National                                                      | 999         | 4,0         |             |             |
|                          | Claire Behar                   | DIV – Unabh.                                                                     | 665         | 2,7         |             |             |
|                          | Maria Isabel de Sousa Teixeira | RDG – Fédération de la gauche républicaine                                       | 510         | 2,0         |             |             |
|                          | Marc Ridelle                   | DSV – Les Patriotes                                                              | 396         | 1,6         |             |             |
|                          | Robin Fontaine                 | DIV – Volt                                                                       | 375         | 1,5         |             |             |
|                          | Garbiñe Eraso                  | REG – Régions et peuples solidaires/Abertzale                                    | 66          | 0,3         |             |             |
| Gesamt                   | Gesamt                         | Gesamt                                                                           | 24.891      | 100         | 25.909      | 100         |
|                          |                                |                                                                                  |             |             |             |             |
| Leere Stimmzettel        | Leere Stimmzettel              | Leere Stimmzettel                                                                | 278         | 1,1         | 1.287       | 4,7         |
| Ungültige Stimmzettel    | Ungültige Stimmzettel          | Ungültige Stimmzettel                                                            | 28          | 0,1         | 69          | 0,3         |
| Wähler                   | Wähler                         | Wähler                                                                           | 25.197      | 24,0        | 27.265      | 26,0        |
| Wahlberechtigte          | Wahlberechtigte                | Wahlberechtigte                                                                  | 105.049     |             | 105.032     |             |
|                          |                                |                                                                                  |             |             |             |             |
| Quelle: Innenministerium |                                |                                                                                  |             |             |             |             |

### Parlamentswahl 2024
| Kandidaten               | Kandidaten              | Parteien                                           | 1. Wahlgang | 1. Wahlgang | 2. Wahlgang | 2. Wahlgang |
| Kandidaten               | Kandidaten              | Parteien                                           | Stimmen     | %           | Stimmen     | %           |
| ------------------------ | ----------------------- | -------------------------------------------------- | ----------- | ----------- | ----------- | ----------- |
|                          | Stéphane Vojettagewählt | DVC – Unabh.                                       | 14.492      | 33,7        | 25.894      | 61,5        |
|                          | Maxime Da Silva         | UG – Nouveau Front populaire (La France insoumise) | 11.267      | 26,2        | 16.230      | 38,5        |
|                          | Johana Maurel           | RN – Rassemblement National                        | 8.385       | 19,5        |             |             |
|                          | José Sanchez Perez      | DVC – Europe Egalité Ecologie !                    | 2.226       | 5,2         |             |             |
|                          | Jeremie Fosse           | DVG –                                              | 2.161       | 5,0         |             |             |
|                          | Yohann Castro           | DVD –                                              | 2.069       | 4,8         |             |             |
|                          | Béatrice Mazel          | REC – Reconquête                                   | 794         | 1,8         |             |             |
|                          | Sarah Millot            | DVG – Parti radical de gauche                      | 587         | 1,4         |             |             |
|                          | Alexandre Marie         | DVG – Volt                                         | 353         | 0,8         |             |             |
|                          | Jean-François Calvet    | DSV – Debout la France                             | 308         | 0,7         |             |             |
|                          | Maud Lagarde            | DIV –                                              | 187         | 0,4         |             |             |
|                          | Christopher Brenier     | DIV – Parti libertarien                            | 132         | 0,3         |             |             |
|                          | David Nataf             | DIV –                                              | 70          | 0,2         |             |             |
| Gesamt                   | Gesamt                  | Gesamt                                             | 43.031      | 100         | 42.124      | 100         |
|                          |                         |                                                    |             |             |             |             |
| Leere Stimmzettel        | Leere Stimmzettel       | Leere Stimmzettel                                  | 591         | 1,4         | 2.957       | 6,5         |
| Ungültige Stimmzettel    | Ungültige Stimmzettel   | Ungültige Stimmzettel                              | 70          | 0,2         | 123         | 0,3         |
| Wähler                   | Wähler                  | Wähler                                             | 43.692      | 37,8        | 45.204      | 39,1        |
| Wahlberechtigte          | Wahlberechtigte         | Wahlberechtigte                                    | 115.502     |             | 115.497     |             |
|                          |                         |                                                    |             |             |             |             |
| Quelle: Innenministerium |                         |                                                    |             |             |             |             |